# Minuskel 72
Minuskel 72 (in der Nummerierung nach Gregory-Aland), ε 110 (von Soden) ist eine griechische Minuskelhandschrift des Neuen Testaments auf 268 Pergamentblättern (25,2 × 20 cm). Mittels Paläographie wurde das Manuskript auf das 11. Jahrhundert datiert. Die Handschrift ist vollständig.

## Beschreibung
Der Kodex enthält den Text der vier Evangelien. Er wurde einspaltig mit je 22–24 Zeilen geschrieben und enthält Epistula ad Carpianum, Listen der κεφαλαια, Bilder, κεφαλαια, τιτλοι, und τιτλοι,
Ammonianische Abschnitte (Matthäus 360, Markus 240, Lukas 342, Johannes 232), den Eusebischen Kanon, Unterschriften und στιχοι (im Markusevangelium).
Der griechische Text des Kodex repräsentiert den Byzantinischen Texttyp. Kurt Aland ordnete ihn in Kategorie V ein. Er gehörte zur Textfamilie Familie Π.

## Geschichte
Die Handschrift wurde in Syrien oder Palästina geschrieben.
Der Kodex wurde von John Mill, Johann Jakob Wettstein und Johann Jakob Griesbach untersucht. Gregory erstellte  1883 eine Kollation.
Der Kodex befindet sich in der British Library (Harley 5647) in London.